# Oberbergische Volkszeitung

Logo

Die Oberbergische Volkszeitung (OVZ) ist eine Tageszeitung für den Oberbergischen Kreis. Sie ist Teil der Kölnischen Rundschau. 
Sitz der Hauptredaktion der Oberbergischen Volkszeitung ist in Gummersbach in der Kaiserstraße 1. Die Zeitung erscheint seit 1949 zunächst unter dem Namen Oberbergische Volks-Zeitung, der nach der Übernahme 1955 durch den Heinen-Verlag in Oberbergische Volkszeitung geändert wurde. Die Zeitung wurde eine Lokalausgabe der Kölnischen Rundschau.
Eine Außenredaktion befindet sich in Waldbröl. Die Redaktion liefert seit Anfang 2004 regionale Beiträge an den Kölner Stadtanzeiger, der zuvor seine Lokalredaktion im Oberbergischen geschlossen hatte.